# 索賓卡
55°59′N 40°01′E / 55.983°N 40.017°E
索賓卡（俄语：Со́бинка）是俄羅斯弗拉基米爾州中部的一個城市、索賓卡區行政中心，位於克利亞濟馬河畔，距弗拉基米爾西南37公里。2002年人口21,054人。
1939年設市並改現名。